# Scarus hypselopterus
Scarus hypselopterus és una espècie de peix de la família dels escàrids i de l'ordre dels perciformes.

## Morfologia
Els mascles poden assolir els 31 cm de longitud total.

## Distribució geogràfica
Es troba a les Illes Moluques (Indonèsia), les Filipines, les Illes Ryukyu i Palau.